# Liste der olympischen Medaillengewinner aus Tschechien
Die Liste der olympischen Medaillengewinner aus Tschechien listet alle Sportler aus Tschechien auf, die bei Olympischen Spielen eine Medaille gewinnen konnten. Der Český olympijský výbor (das Nationale Olympische Komitee in Tschechien) wurde 1899 gegründet und im selben Jahr vom Internationalen Olympischen Komitee aufgenommen.

## Medaillenbilanz
| Tschechien bei den Olympischen Sommerspielen                                        | Tschechien bei den Olympischen Sommerspielen | Tschechien bei den Olympischen Sommerspielen | Tschechien bei den Olympischen Sommerspielen | Tschechien bei den Olympischen Sommerspielen | Tschechien bei den Olympischen Sommerspielen |      | Tschechien bei den Olympischen Winterspielen | Tschechien bei den Olympischen Winterspielen | Tschechien bei den Olympischen Winterspielen | Tschechien bei den Olympischen Winterspielen | Tschechien bei den Olympischen Winterspielen | Tschechien bei den Olympischen Winterspielen |
| Jahr                                                                                | Gold                                         | Silber                                       | Bronze                                       | Gesamt                                       | Rang                                         | Jahr | Gold                                         | Silber                                       | Bronze                                       | Gesamt                                       | Rang                                         |                                              |
| 1996                                                                                | 4                                            | 3                                            | 4                                            | 11                                           | 17.                                          |      | 1994                                         | 0                                            | 0                                            | 0                                            | 0                                            |                                              |
| 2000                                                                                | 2                                            | 3                                            | 3                                            | 8                                            | 28.                                          |      | 1998                                         | 1                                            | 1                                            | 1                                            | 3                                            | 14.                                          |
| 2004                                                                                | 1                                            | 3                                            | 5                                            | 9                                            | 42.                                          |      | 2002                                         | 1                                            | 2                                            | 0                                            | 3                                            | 16.                                          |
| 2008                                                                                | 3                                            | 3                                            | 1                                            | 7                                            | 25.                                          |      | 2006                                         | 1                                            | 2                                            | 1                                            | 4                                            | 15.                                          |
| 2012                                                                                | 4                                            | 4                                            | 3                                            | 11                                           | 19.                                          |      | 2010                                         | 2                                            | 0                                            | 4                                            | 6                                            | 14.                                          |
| 2016                                                                                | 1                                            | 2                                            | 7                                            | 10                                           | 43.                                          |      | 2014                                         | 2                                            | 4                                            | 3                                            | 9                                            | 15.                                          |
| 2020                                                                                | 4                                            | 4                                            | 3                                            | 11                                           | 18.                                          |      | 2018                                         | 2                                            | 2                                            | 3                                            | 7                                            | 14.                                          |
| 2024                                                                                | 3                                            | 0                                            | 2                                            | 5                                            | 28.                                          |      | 2022                                         | 1                                            | 0                                            | 1                                            | 2                                            | 21.                                          |
| Gesamt                                                                              | 22                                           | 22                                           | 28                                           | 72                                           |                                              |      | Gesamt                                       | 10                                           | 11                                           | 13                                           | 34                                           |                                              |
| \| \| Gold \| Silber \| Bronze \| Gesamt \| \| Ges. S+W \| 32 \| 33 \| 41 \| 106 \| |                                              |                                              |                                              |                                              |                                              |      |                                              |                                              |                                              |                                              |                                              |                                              |
|                                                                                     | Gold                                         | Silber                                       | Bronze                                       | Gesamt                                       |                                              |      |                                              |                                              |                                              |                                              |                                              |                                              |
| Ges. S+W                                                                            | 32                                           | 33                                           | 41                                           | 106                                          |                                              |      |                                              |                                              |                                              |                                              |                                              |                                              |

## Medaillengewinner
Die folgende Übersicht enthält die Sportler aus Tschechien, die ab 1996 insgesamt 106 olympische Medaillen erringen konnten (32 × Gold, 33 × Silber und 41 × Bronze).
Siehe auch Liste der olympischen Medaillengewinner aus der Tschechoslowakei.

### B
- Jaroslav Bába – Leichtathletik (0-0-1)
Athen 2004: Bronze, Hochsprung, Männer
- Lukáš Bauer – Ski Nordisch (0-1-2)
Turin 2006: Silber, 15 km Langlauf klassisch, Männer
Vancouver 2010: Bronze, 15 km Langlauf Freistil, Männer
Vancouver 2010: Bronze, 4 × 10-km-Staffel, Männer
- Jiří Beran – Fechten (0-0-1)
Paris 2024: Bronze, Degen-Mannschaft, Männer
- Josef Beránek – Eishockey (1-0-0)
Nagano 1998: Gold, Männer
- Jan Bulis – Eishockey (0-0-1)
Turin 2006: Bronze, Männer

### C
- Petr Čajánek – Eishockey (0-0-1)
Turin 2006: Bronze, Männer
- Libor Capalini – Moderner Fünfkampf (0-0-1)
Athen 2004: Bronze, Männer
- Jan Čaloun – Eishockey (1-0-0)
Nagano 1998: Gold, Männer
- Roman Čechmánek – Eishockey (1-0-0)
Nagano 1998: Gold, Männer
- Alexander Choupenitch – Fechten (0-0-1)
Tokio 2020: Bronze, Florett, Männer
- Michal Čupr – Fechten (0-0-1)
Paris 2024: Bronze, Degen-Mannschaft, Männer

### D
- Martin Doktor – Kanu (2-0-0)
Atlanta 1996: Gold, Einer-Canadier 500 m, Männer
Atlanta 1996: Gold, Einer-Canadier 1000 m, Männer
- Jiří Dopita – Eishockey (1-0-0)
Nagano 1998: Gold, Männer
- Josef Dostál – Kanu (1-1-3)
London 2012: Bronze, Vierer-Kajak 1000 m, Männer
Rio de Janeiro 2016: Silber, Einer-Kajak 1000 m, Männer
Rio de Janeiro 2016: Bronze, Vierer-Kajak 1000 m, Männer
Tokio 2020: Bronze, Zweier-Kajak 1000 m, Männer
Paris 2024: Gold, Einer-Kajak 1000 m, Männer
- Tomáš Dvořák – Leichtathletik (0-0-1)
Atlanta 1996: Bronze, Zehnkampf, Männer

### E
- Kateřina Emmons – Schießen (1-1-1)
Athen 2004: Bronze, Luftgewehr, Frauen
Peking 2008: Gold, 10-m-Luftgewehrschießen, Frauen
Peking 2008: Silber, Kleinkaliber Dreistellungskampf, Frauen
- Karolína Erbanová – Eisschnelllauf (0-0-1)
Pyeongchang 2018: Bronze, 500 m Frauen
- Martin Erat – Eishockey (0-0-1)
Turin 2006: Bronze, Männer

### F
- Martin Fuksa – Kanu (1-0-0)
Paris 2024: Gold, Einer-Canadier 1000 m, Männer

### H
- Roman Hamrlík – Eishockey (1-0-0)
Nagano 1998: Gold, Männer
- Jakub Hanák – Rudern (0-1-0)
Athen 2004: Silber, Doppelvierer, Männer
- Dominik Hašek – Eishockey (1-0-0)
Nagano 1998: Gold, Männer
- Daniel Havel – Kanu (0-0-2)
London 2012: Bronze, Vierer-Kajak 1000 m, Männer
Rio de Janeiro 2016: Bronze, Vierer-Kajak 1000 m, Männer
- Milan Hejduk – Eishockey (1-0-1)
Nagano 1998: Gold, Männer
Turin 2006: Bronze, Männer
- Zuzana Hejnová – Leichtathletik (0-1-0)
London 2012: Silber, 400 m Hürden, Frauen
- Aleš Hemský – Eishockey (0-0-1)
Turin 2006: Bronze, Männer
- Štěpánka Hilgertová – Kanuslalom (2-0-0)
Atlanta 1996: Gold, Einer-Kajak, Frauen
Sydney 2000: Gold, Einer-Kajak, Frauen
- Andrea Hlaváčková – Tennis (0-1-0)
London 2012: Silber, Tennis-Doppel, Frauen
- Milan Hnilička – Eishockey (1-0-1)
Nagano 1998: Gold, Männer
Turin 2006: Bronze, Männer
- Lucie Hradecká – Tennis (0-1-1)
London 2012: Silber, Tennis-Doppel, Frauen
Rio de Janeiro 2016: Bronze, Mixed
- Vavřinec Hradilek – Kanu (0-1-0)
London 2012: Silber, Einer-Kajak, Männer
- Lenka Hyková – Schießen (0-1-0)
Athen 2004: Silber, 25 m Pistole, Frauen

### J
- Jaromír Jágr – Eishockey (1-0-1)
Nagano 1998: Gold, Männer
Turin 2006: Bronze, Männer
- Martin Jakš – Ski Nordisch (0-0-1)
Vancouver 2010: Bronze, 4 × 10-km-Staffel, Männer
- Miroslav Januš – Schießen (0-0-1)
Atlanta 1996: Bronze, Laufende Scheibe, Männer
- Marek Jiras – Kanuslalom (0-0-1)
Sydney 2000: Bronze, Zweier-Canadier, Männer
- David Jirka – Rudern (0-1-0)
Athen 2004: Silber, Doppelvierer, Männer
- Jakub Jurka – Fechten (0-0-1)
Paris 2024: Bronze, Degen-Mannschaft, Männer

### K
- František Kaberle – Eishockey (0-0-1)
Turin 2006: Bronze, Männer
- Tomáš Kaberle – Eishockey (0-0-1)
Turin 2006: Bronze, Männer
- Tomáš Karas – Rudern (0-1-0)
Athen 2004: Silber, Doppelvierer, Männer
- Šárka Kašpárková – Leichtathletik (0-0-1)
Atlanta 1996: Bronze, Dreisprung, Frauen
- Miroslava Knapková – Rudern (1-0-0)
London 2012: Gold, Einer, Frauen
- David Kopřiva – Rudern (0-1-0)
Athen 2004: Silber, Doppelvierer, Männer
- David Kostelecký – Schießen (1-1-0)
Peking 2008: Gold, Trap, Männer
Tokio 2020: Silber, Trap, Männer
- Aleš Kotalík – Eishockey (0-0-1)
Turin 2006: Bronze, Männer
- Martin Koukal – Ski Nordisch (0-0-1)
Vancouver 2010: Bronze, 4 × 10-km-Staffel, Männer
- Rudolf Kraj – Boxen (0-1-0)
Sydney 2000: Silber, Halbschwergewicht (-81 kg)
- Michal Krčmář – Biathlon (0-1-0)
Pyeongchang 2018: Silber, Sprint Männer
- Barbora Krejčíková – Tennis (1-0-0)
Tokio 2020: Gold, Doppel, Frauen
- Lukáš Krpálek – Judo (2-0-0)
Rio de Janeiro 2016: Gold, Halbschwergewicht, Männer
Tokio 2020: Gold, Schwergewicht, Männer
- Filip Kuba – Eishockey (0-0-1)
Turin 2006: Bronze, Männer
- Pavel Kubina – Eishockey (0-0-1)
Turin 2006: Bronze, Männer
- František Kučera – Eishockey (1-0-0)
Nagano 1998: Gold, Männer
- Jaroslav Kulhavý – Radsport (1-1-0)
London 2012: Gold, Cross Country (Mountainbike), Männer
Rio de Janeiro 2016: Silber, Mountainbike, Männer
- Petra Kvitová – Tennis (0-0-1)
Rio de Janeiro 2016: Bronze, Einzel, Männer
- Kateřina Kůrková – s. Kateřina Emmons

### L
- Robert Lang – Eishockey (1-0-1)
Nagano 1998: Gold, Männer
Turin 2006: Bronze, Männer
- Ester Ledecká – Ski und Snowboard (3-0-0)
Pyeongchang 2018: Gold, Super-G, Frauen
Pyeongchang 2018: Gold, Snowboard Parallel-Riesenslalom, Frauen
Peking 2022: Gold, Snowboard Parallel-Riesenslalom, Frauen
- Jiří Lipták – Schießen (1-0-0)
Roikio 2020: Gold, Trap, Männer

### M
- Tomáš Macháč – Tennis (1-0-0)
Paris 2024: Gold, Mixed
- Tomáš Máder – Kanuslalom (0-0-1)
Sydney 2000: Bronze, Zweier-Canadier, Männer
- Petr Málek – Schießen (0-1-0)
Sydney 2000: Silber, Skeet, Männer
- Marek Malík – Eishockey (0-0-1)
Turin 2006: Bronze, Männer
- Jiří Magál – Ski Nordisch (0-0-1)
Vancouver 2010: Bronze, 4 × 10-km-Staffel, Männer
- David Moravec – Eishockey (1-0-0)
Nagano 1998: Gold, Männer
- Ondřej Moravec – Biathlon (0-2-1)
Sotschi 2014: Silber, Verfolgung Männer
Sotschi 2014: Silber, Mixed-Staffel
Sotschi 2014: Bronze, Massenstart Männer

### N
- Kateřina Neumannová – Ski nordisch (1-4-1)
Nagano 1998: Silber, 5 km Langlauf, Frauen
Nagano 1998: Bronze, Verfolgungsrennen Langlauf, Frauen
Salt Lake City 2002: Silber, 15 km Langlauf, Frauen
Salt Lake City 2002: Silber, Verfolgungsrennen Langlauf, Frauen
Turin 2006: Gold, 30 km Langlauf, Frauen
Turin 2006: Silber, Verfolgungsrennen Langlauf, Frauen
- Jana Novotná – Tennis (0-1-1)
Atlanta 1996: Silber, Doppel, Frauen
Atlanta 1996: Bronze, Einzel, Frauen

### O
- Nikola Ogrodníková – Leichtathletik (0-0-1)
Paris 2024: Bronze, Speerwurf, Frauen
- Rostislav Olesz – Eishockey (0-0-1)
Turin 2006: Bronze, Männer

### P
- Pavel Patera – Eishockey (1-0-0)
Nagano 1998: Gold, Männer
- Lukáš Pollert – Kanuslalom (0-1-0)
Atlanta 1996: Silber, Einer-Kanadier, Männer
- Věra Pospíšilová-Cechlová – Leichtathletik (0-0-1)
Athen 2004: Bronze, Diskuswurf, Damen
- Martin Procházka – Eishockey (1-0-0)
Nagano 1998: Gold, Männer
- Václav Prospal – Eishockey (0-0-1)
Turin 2006: Bronze, Männer
- Jiří Prskavec – Kanuslalom (1-0-1)
Rio de Janeiro 2016: Bronze, Einer-Kajak, Männer
Tokio 2020: Gold, Einer-Kajak, Männer

### R
- Jan Řehula – Triathlon (0-0-1)
Sydney 2000: Bronze, Männer
- Robert Reichel – Eishockey (1-0-0)
Nagano 1998: Gold, Männer
- Jiří Rohan – Kanuslalom (0-1-0)
Atlanta 1996: Silber, Zweier-Canadier, Männer
- Lukáš Rohan – Kanuslalom (0-1-0)
Tokio 2020: Silber, Einer-Canadier, Männer
- Martin Rubeš – Fechten (0-0-1)
Paris 2024: Bronze, Degen-Mannschaft, Männer
- Martin Ručínský – Eishockey (1-0-1)
Nagano 1998: Gold, Männer
Turin 2006: Bronze, Männer
- Vladimír Růžička – Eishockey (1-0-0)
Nagano 1998: Gold, Männer

### S
- Martina Sáblíková – Eisschnelllauf (3-2-2)
Vancouver 2010: Gold, 3000 m, Frauen
Vancouver 2010: Gold, 5000 m, Frauen
Vancouver 2010: Bronze, 1500 m, Frauen
Sotschi 2014: Silber, 3000 m, Frauen
Sotschi 2014: Gold, 5000 m, Frauen
Pyeongchang 2018: Silber, 5000 m, Frauen
Peking 2022: Bronze, 5000 m, Frauen
- Lucie Šafářová – Tennis (0-0-1)
Rio de Janeiro 2016: Bronze, Doppel, Frauen
- Dušan Salfický – Eishockey (0-0-1)
Turin 2006: Bronze, Männer
- Eva Samková – Snowboard (1-0-1)
Sotschi 2014: Gold, Snowboardcross Damen
Pyeongchang 2018: Bronze, Snowboardcross Damen
- Roman Šebrle – Leichtathletik (1-1-0)
Sydney 2000: Silber, Zehnkampf, Männer
Athen 2004: Gold, Zehnkampf, Männer
- Miroslav Šimek – Kanuslalom (0-1-0)
Atlanta 1996: Silber, Zweier-Canadier, Männer
- Kateřina Siniaková – Tennis (2-0-0)
Tokio 2020: Gold, Doppel, Frauen
Paris 2024: Gold, Mixed
- Jiří Šlégr – Eishockey (1-0-0)
Nagano 1998: Gold, Männer
- Radek Šlouf – Kanu (0-0-1)
Tokio 2020: Bronze, Zweier-Kajak 1000 m, Männer
- Richard Šmehlík – Eishockey (1-0-0)
Nagano 1998: Gold, Männer
- Lenka Šmídová – Segeln (0-1-0)
Athen 2004: Silber, Europe-Klasse, Frauen
- Gabriela Soukalová – Biathlon (0-2-0)
Sotschi 2014: Silber, Mixed-Staffel
Sotschi 2014: Silber, Massenstart Damen
- Jaroslav Soukup – Biathlon (0-1-1)
Sotschi 2014: Bronze, Sprint Männer
Sotschi 2014: Silber, Mixed-Staffel
- Jaroslav Špaček – Eishockey (1-0-1)
Nagano 1998: Gold, Männer
Turin 2006: Bronze, Männer
- Ondřej Štěpánek – Kanuslalom (0-1-1)
Athen 2004: Bronze, Zweier-Canadier, Männer
Peking 2008: Silber, Zweier-Canadier, Männer
- Radek Štěpánek – Tennis (0-0-1)
Rio de Janeiro 2016: Bronze, Mixed
- Jan Štěrba – Kanu (0-0-2)
London 2012: Bronze, Vierer-Kajak 1000 m, Männer
Rio de Janeiro 2016: Bronze, Vierer-Kajak 1000 m, Männer
- Barbora Špotáková – Leichtathletik (2-0-1)
Peking 2008: Gold, Speerwurf, Frauen
London 2012: Gold, Speerwurf, Frauen
Rio de Janeiro 2016: Bronze, Speerwurf, Frauen
- Martin Straka – Eishockey (1-0-1)
Nagano 1998: Gold, Männer
Turin 2006: Bronze, Männer
- Barbora Strýcová – Tennis (0-0-1)
Rio de Janeiro 2016: Bronze, Doppel, Frauen
- Helena Suková – Tennis (0-1-0)
Atlanta 1996: Silber, Doppel, Frauen
- Marek Švec – Ringen (0-0-1)
Peking 2008: Bronze, Ringen gr.-röm. Schwergewicht, Herren
- David Svoboda – Moderner Fünfkampf (1-0-0)
London 2012: Gold, Männer
- Petr Svoboda – Eishockey (1-0-0)
Nagano 1998: Gold, Männer
- Ondřej Synek – Rudern (0-2-1)
Peking 2008: Silber, Einer, Männer
London 2012: Silber, Einer, Männer
Rio de Janeiro 2016: Bronze, Einer, Männer
- Adéla Sýkorová – Schießen (0-0-1)
London 2012: Bronze, Kleinkaliber-Dreistellungskampf, Frauen

### T
- Martin Tenk – Schießen (0-0-1)
Sydney 2000: Bronze, Freie Pistole, Männer
- Lukáš Trefil – Kanu (0-0-2)
London 2012: Bronze, Vierer-Kajak 1000 m, Männer
Rio de Janeiro 2016: Bronze, Vierer-Kajak 1000 m, Männer

### V
- Jakub Vadlejch – Leichtathletik (0-1-0)
Tokio 2020: Silber, Speerwurf, Männer
- Aleš Valenta – Ski Freestyle (1-0-0)
Salt Lake City 2002: Gold, Springen, Männer
- Vítězslav Veselý – Leichtathletik (0-0-2)
London 2012: Bronze, Speerwurf, Männer
Tokio 2020: Bronze, Speerwurf, Männer
- Veronika Vítková – Biathlon (0-1-1)
Sotschi 2014: Silber, Mixed-Staffel
Pyeongchang 2018: Bronze, Sprint Frauen
- Markéta Vondroušová – Tennis (0-1-0)
Tokio 2020: Einzel, Frauen
- David Výborný – Eishockey (0-0-1)
Turin 2006: Bronze, Männer
- Tomáš Vokoun – Eishockey (0-0-1)
Turin 2006: Bronze, Männer
- Jaroslav Volf – Kanuslalom (0-1-1)
Athen 2004: Bronze, Zweier-Canadier, Männer
Peking 2008: Silber, Zweier-Canadier, Männer

### Z
- Šárka Záhrobská – Ski Alpin (0-0-1)
Vancouver 2010: Bronze, Slalom, Frauen
- Jan Železný – Leichtathletik (2-0-0)
Atlanta 1996: Gold, Speerwurf, Männer
Sydney 2000: Gold, Speerwurf, Männer
- Marek Židlický – Eishockey (0-0-1)
Turin 2006: Bronze, Männer